# تمارا توين
تمارا توين (بالإنجليزية: Tamara Tunie)‏ مواليد 14 مارس 1959 في ماكيسبورت، بنسيلفانيا، الولايات المتحدة، هي ممثلة ومخرجة ومنتجة أمريكية بدأت مسيرتها الفنية عام 1986. درست في جامعة كارنيغي ميلون.

## الأعمال
- وول ستريت
- ثعبان العيون
- رحلة طيران

## وصلات خارجية
- تمارا توين على موقع IMDb (الإنجليزية)
- تمارا توين على موقع ألو سيني (الفرنسية)
- تمارا توين على موقع أول موفي (الإنجليزية)
- تمارا توين على موقع قاعدة بيانات برودواي على الإنترنت (الإنجليزية)
- تمارا توين على موقع قاعدة بيانات الأفلام السويدية (السويدية)
- تمارا توين على موقع إن إن دي بي (الإنجليزية)
- تمارا توين على موقع قاعدة بيانات الفيلم (الإنجليزية)
- تمارا توين على موقع كينوبويسك (الروسية)